# Ratpenat de bigotis de Parnell
El ratpenat de bigotis de Parnell (Pteronotus parnellii) és una espècie de ratpenat insectívora que es pot trobar des de l'estat de Sonora, a Mèxic, fins al Brasil.

## Subespècies
- Pteronotus parnellii gonavensis
- Pteronotus parnellii parnellii